# Prenk Pervizi
Prenk Pervizi (Skuraj, 4 maggio 1897 – Jolimont, 6 settembre 1977) è stato un generale albanese,  ministro della difesa, rimasto nell'ombra a causa della dittatura comunista, della quale era un acerrimo oppositore.
I Pervizi Skuraj di Kurbin sono un'antica e importante famiglia (stirpe) cattolica del Nord d'Albania, la cui storia si perde nel passato. Il nome le viene dal suo capostipite Pervizi il Grande degli Skuraj di Kurbini, vissuto nel XIV-XV secolo. Sue notizie sono pervenute oralmente, tramandate di padre in figlio. Si è appreso che egli si era opposto strenuamente all'invasione ottomana e non aveva accettato di piegarsi alle loro invitanti offerte, per cui fu ucciso a tradimento dai turchi. Dovettero passare cinque secoli prima che il nome dei Pervizi ritornasse alla ribalta della storia d'Albania. Questo successe nel periodo del Risorgimento Nazionale, quando un altro capostipite, Gjin Pjeter Mark Pervizi Skuraj di Kurbini, si distinse come capo dell'insurrezione popolare di Kurbini-Croia, 1903-1912, contro la dominazione turca condotta con successo e coronata con l'innalzamento della bandiera nazionale a Milot, centro di Kurbini, nello stesso giorno della proclamazione dell'indipendenza il 28 novembre 1912 a Valona, dal grande patriota Ismail Qemali.
Conseguentemente suo successore divenne suo nipote Prenk Pervizi, che diede al casato più fulgore, seguendo la carriera militare, dove raggiunse l'alto grado di Generale e la carica di Ministro della Difesa.

## Biografia

### Imprese iniziali
Nato il 4 maggio 1897 a Skuraj, nel distretto di Kurbin, Prenk Pervizi proveniva da una famiglia cattolica nobile ed importante, quella dei Pervizi Skuraj di Kurbini, che aveva lasciato tracce nella lotta contro il dominio turco. Un personaggio di grande rilievo ed importanza della storia moderna d'Albania.
Uscito dalla Kadettenschule di Vienna, nel 1918 fu inquadrato nell'esercito albanese come comandante del distretto di Croia nel 1918, e poi presso il Comando Generale dell'esercito, distinguendosi nelle operazioni per la cacciata dei serbi dalle regioni del nord del Paese, a fianco di grandi patrioti come Bajram Curri, Elez Isufi e Prenk Jaku.
I suoi sforzi per creare ed affermare il giovane stato albanese furono condivisi con l'amico Ahmet Zogu, conosciuto durante la permanenza a Vienna, partecipe nel congresso di Lushnjë del 1920 e futuro ministro. Pervizi lo difese anche in occasione di un colpo di Stato dell'opposizione, diretto contro la capitale Tirana l'8 marzo 1922, sbaragliando i ribelli che volevano impadronirsi del Parlamento e rovesciare il Governo, salvando così il Paese da una crisi che poteva avere conseguenze disastrose per la stessa esistenza dell'Albania. Questa azione gli valse la promozione per meriti di guerra a capitano di primo grado e la medaglia d'oro al valor militare.
Non riuscì però a contenere un successivo colpo di Stato, iniziato il 24 giugno 1924. Seguì Zog che con il suo governo e i militari a lui fedeli ripararono in Jugoslavia.

### Il periodo del quadrumvirato
Il 20-24 dicembre 1924 prese parte e si distinse nelle operazioni che riportano al potere il governo legale con Ahmet Zog Presidente, il quale divide l'Albania in quattro zone militari e gliene affida una a Pervizi, quella centrale di Tirana. Pervizi, insieme agli altri tre capitani (Muharrem Bajraktari per la zona nord, Fiqri Dine per la nord-ovest e Hysni Dema per la zona sud) in cinque anni riportò l'ordine e la calma nel Paese, dando stabilità ed affermazione all'Albania.

Nel frattempo, nel novembre-dicembre 1926, era scoppiata l'insurrezione di Dukagjini, Shal e Shosh,Pjeter Hidri, Gjeneral Prenk Pervizi, Tirana, Toena, 2002 istigata e organizzata dalla Jugoslavia per destabilizzare il Paese, con la pretesa che queste regioni cattoliche del nord dovevano unirsi al Montenegro giacché l'Albania era in mano ai musulmani come Zog e compagni. I ribelli ebbero un primo successo, bloccando l'esercito inviato e facendo prigioniero il comandante e il suo staff d'ufficiali. Gli insorti, forti di questi primi successi, si preparavano ad attaccare e occupare Scutari. A questo punto Zog chiamò d'urgenza Pervizi dandogli pieni poteri per sedare la rivolta. In tre giorni il capitano, con una sorprendente e fulminea manovra, pone fine alla ribellione, e ne consegnò i capi alla giustizia. Questo successo ingrandì la sua fama e influenza nell'esercito e nel popolo.

### I legami con l'Italia
Pervizi, in quanto a legami con l'Italia, restava nella posizione d'amicizia. Egli aveva inviato i suoi figli a istruirsi in Italia fin dalle elementari, a Lanzo Torinese, nel Collegio di San Bosco, dove studiavano i figli dell'aristocrazia piemontese, e gli stessi membri di casa Savoia, lo stesso re e il principe Umberto, con il quale ebbe a seguire lo stesso corso nella Scuola della Guerra. A Torino egli aveva portato tutta la famiglia, madre, moglie e i suoi tre figli. Tre anni a Torino e altri due anni a Firenze. Era invitato particolare alla nozze del Principe Umberto, che lo riteneva come suo zio, nel senso che montenegrini e albanesi erano della stessa origine illirica. Distintosi, viene decorato Ufficiale dell'Ordine cavalleresco dei SS. Maurizio e Lazzaro. Il lungo soggiorno in Italia gli permise di perfezionare la lingua italiana e di fare molte conoscenze e amicizie personali nella società italiana, particolarmente in quella militare. Nel 1965, quando passò in Italia come rifugiato politico, gli fu proposto di mantenere il grado e le funzioni di generale nell'esercito italiano, a condizione di prendere la cittadinanza italiana, che lui non accettò e si ritirò in Belgio.

#### L'invasione dell'Albania
Nel 1929, concluso ormai il suo dovere, fu inviato alla Scuola di Guerra di Torino, dove rimase fino al 1933, quindi fu nominato ispettore degli studenti albanesi in Italia sino al 1935. Al suo rientro rappresentò l'Albania nella Commissione degli Osservatori Stranieri nella guerra d'Abissinia 1935-1936, dove ebbe l'occasione di conoscere i generali Badoglio, Graziani e De Bono, oltre ad altri alti ufficiali tra cui diversi compagni della Scuola di Guerra. Di questa guerra redasse una relazione ben dettagliata e tenne alcune conferenze in Albania.
.
Nell'agosto 1936, rappresentò l'Albania nelle Grandi Manovre d'Italia in Irpinia, dove scambiò alcune parole con Mussolini, che gli diede da intendere la sua intenzione d'intervenire in Albania. Avvertì il re Zog dell'intenzione di Benito Mussolini di attaccare e occupare l'Albania, seguendo l'esempio dei Romani contro gli Illiri. Il re si mostrò scettico e non diede importanza all'avvertimento.
In occasione del venticinquesimo anniversario dell'indipendenza albanese (1937), Pervizi avanzò al rango di colonnello, ricevette l'ordine della "Besa" e diventò grande ufficiale dell'Ordine della Corona d'Italia..
Intanto i suoi avvertimenti non furono presi in considerazione né dal Re, né dal governo, visto che la fine del conflitto abissino non aveva provocato alcuna minaccia da parte dell'Italia. Ma si dimenticava che l'Italia si era ingaggiata tre anni(1936-1939) nella guerra di Spagna. Quando il primo aprile 1939, Francisco Franco proclamava la vittoria e la fine della guerra, sei giorni dopo Mussolini ordinava l'attacco e l'invasione dell'Albania. Così i buoni rapporti terminarono il 7 aprile 1939, quando l'Italia attaccò l'Albania, facendo fuggire il Re Zog, che si affidò al colonnello, il quale gli chiese di proclamare la resistenza armata sulle montagne. Il Re non accettò e lasciò questo compito a Pervizi, ordinandogli invece di organizzare il suo passaggio in Grecia, sancendo di fatto la fine del Regno d'Albania. 

Rientrato in Albania per ordine del Re stesso, Pervizi venne convocato dai generali Pariani e Guzzoni, che deplorando quanto accaduto gli chiesero di adattarsi alla situazione e poi lo informarono che non avrebbero sciolto l'esercito albanese. Pervizi si mostrò disponibile, a patto che l'esercito albanese non partecipasse a nessuna azione contro il suo popolo, a fianco dell'esercito italiano. La sua richiesta venne accolta. Egli venne tenuto formalmente nelle sue cariche effettive, ma non gli fu applicata nessuna restrizione della personalità, in quanto gli italiani erano a conoscenza della sua figura patriottica e dell'influenza e la simpatia che godeva nell'esercito e tra la popolazione, e temevano di dare pretesto a un malcontento che poteva sfociare in una ribellione armata.

#### La campagna di Grecia
Il 28 ottobre 1940 iniziò la campagna italiana di Grecia, e alcuni battaglioni albanesi vennero scaglionati nelle divisioni "Venezia" e "Julia", con il Pervizi chiamato a rappresentare l'esercito albanese presso l'alto comando delle operazioni.
Inviato inaspettatamente a Tirana, durante la sua assenza i generali italiani ebbero a ridire sulla scarsa qualità dei soldati albanesi, basandosi anche sul fatto che una loro unità era stata decimata dai greci. Il colonnello, non appena venuto a sapere dell'accaduto, tornò immediatamente al quartier generale e protestò con Ubaldo Soddu e il comando italiano circa il fatto che i suoi uomini erano stati utilizzati come carne da cannone, ricordando inoltre che il comando dei soldati albanesi era sua sola competenza.

Visto l'andamento negativo delle operazioni, lo stato maggiore italiano ordinò la ritirata generale e di conseguenza Pervizi fece altrettanto, abbandonando il fronte e lasciando sguarnita la città di Coriza, presidiata da un battaglione agli ordini del maggiore Spiro Moisiu. Gli italiani, adirati per tale gesto, chiesero di processare i responsabili davanti a un tribunale militare, al quale il colonnello si oppose con fermezza per cui alla fine si procedette solamente al trasferimento dei soldati albanesi sulle montagne del nord, e Pervizi fu posizionato e isolato nella zona di Puka; nel frattempo venne però promosso generale, per calmare la situazione e il popolo.

#### Dopo l'8 settembre
Spostato a Scutari come semplice consigliere, l'8 settembre 1943, data dell'annuncio dell'armistizio di Cassibile, riprese i suoi vecchi poteri, prendendo in consegna il comando dal generale Dalmazzo, con la condizione di dare ordine alla resa delle guarnigioni italiane, deponendo le armi e il consiglio di prendere con sé quanti più italiani per non lasciarli alla mercé dei tedeschi. Il 23 ottobre fu nominato Ministro della Difesa e promosso al grado di generale di divisione, adoperandosi quindi per riformare l'esercito albanese e rafforzando il confine nord per prevenire i tentativi dei serbi di annettere il Kosovo.
Ostacolò anche i tedeschi nella loro opera di reclutamento per le Waffen-SS, cosa che lo portò, insieme al resto del governo, ad abbandonare Tirana in favore delle montagne.
Per lottare anche contro i comunisti, si unì alla missione inglese inviata nel paese, facendo la conoscenza del colonnello McLean e degli altri ufficiali, Julian Amery e David Smiley, che poi s'allontanarono nell'ottobre 1944. Rifugiatosi nelle montagne di Skuraj di Kurbini (1944-1946) e scampato alla cattura, nel settembre 1946 raggiunse segretamente la Grecia, dove acquisì lo status di rifugiato politico. Trascorse 19 anni in Grecia, un anno in Italia e 11 anni nel Belgio, dove morì il 6 settembre 1977. Durante tutto questo tempo la sua famiglia (madre, moglie e tre figli) erano rinchiusi in prigioni e campi di concentramento. La madre, la moglie e il secondo dei figli morirono in tali condizioni di carcerazione.